# Pimelodella taenioptera
Pimelodella taenioptera är en fiskart som beskrevs av Miranda Ribeiro, 1914. Pimelodella taenioptera ingår i släktet Pimelodella och familjen Heptapteridae. Inga underarter finns listade i Catalogue of Life.